# جيمس هاتشينسون ودورث
جيمس هاتشينسون ودورث هو سياسي أمريكي، ولد في 4 ديسمبر 1804 في نيويورك في الولايات المتحدة، وتوفي في 26 مارس 1869 في هايلاند بارك في الولايات المتحدة. انتخب عضو مجلس ولاية إلينوي ‏ وانتخب عضو مجلس نواب إلينوي ‏ وانتخب عضو مجلس النواب الأمريكي ‏.